# بيتر وارد (منافس ألعاب قوى)
بيتر وارد (بالألمانية: Peter Ward) هو منافس ألعاب قوى ألماني، ولد في 7 فبراير 1913 في برلين في ألمانيا، وتوفي في 13 يناير 2009 في نورفك في المملكة المتحدة.

## وصلات خارجية
- بيتر وارد على موقع أوليمبيديا (الإنجليزية)
- بيتر وارد على موقع اتحاد ألعاب الكومنولث (مؤرشف) (الإنجليزية)